# ラジオよしもと むっちゃ元気スーパー!
ラジオよしもと むっちゃ元気スーパー!!（-げんき）は、2008年7月から2013年3月にかけてラジオ大阪にて平日9:05～11:40に放送されていた情報番組。よしもとクリエイティブ・エージェンシー所属のタレントが日替わりでパーソナリティを務めていた。
2008年6月まで「ラジオよしもと むっちゃ元気!」を放送していたがラジオ大阪の開局50周年を期にタイトルを変更しリニューアルされた。
2011年4月より、放送終了時間が10分繰り上がる。それまで番組内で、10時台に放送されていた「テレフォン人生相談」（ニッポン放送制作）が分離して11:40終了。「テレフォン人生相談」は11:40 - 12:00の放送となった。

## 出演者
- 月曜 
  - オール阪神（オール阪神・巨人）
  - 若井みどり
- 火曜 
  - 今いくよ・くるよ
  - 矢野・兵動（矢野勝也・兵動大樹）
- 水曜 
  - シルク
  - ティーアップ（前田勝・長谷川宏）
- 木曜 
  - 桂あやめ
  - 長原成樹（2012年4月5日 - ）
  - 水木ケイ
- 金曜
  - 磯部公彦（まるむし商店）
  - 内場勝則
  - 未知やすえ

- また各曜日にはガールズユニット時代のつぼみメンバーがアシスタントに付いていた。

### 過去の出演者
- 桂きん枝（木曜レギュラー。2010年5月で降板）
- 桂文三（2010年5月20日 - 2012年3月29日）

## コーナー
- 月曜～金曜
  - むっちゃ元気新聞
  - 11時前クイズ(7/31まで)
    - テレフォン人生相談の前に始まるコーナーで、当日の放送内で流れた話題から3択クイズが出題される。

  - フルーツステーション耳寄り情報（日本くだもの農協提供のコーナー）
- 月曜
  - むっちゃ元気ファミリー異文化交流会
  - 若井みどりのシイタケのひとり言
  - オール阪神の週刊釣り道楽
- 火曜
  - 今週のどやさ!
  - この曲ど〜え〜!
  - よしもと寄り合い所帯
    - 以前は木曜日に和泉修･若井みどりが担当していたコーナー。一時期休止されていたが、2009年に復活。

  - いくよ・くるよの芸人伝説
  - 兵動大樹のウロウロ日記!
  - 矢野ちゃんの遠吠え!
- 水曜
  - ティーアップ前田の誰がおっさんや
  - シルクdeシネマ
  - シルクのべっぴんクイズ!
  - シルクのシルクロード!
  - トランペットでセクシー時計を当てよう!
  - 拝啓 長谷川さま
- 木曜
  - 水木ケイの元気系だより
  - 長原成樹のガオ～さんが行く!
  - 文三の満腹日記
    - 文三がレギュラー時代、プロレスの話題が多かった。

  - あやめのクモの巣ネットワーク
  - 上方落語を聞く会
    - きん枝がレギュラー時代
- 金曜
  - みんなで聴こうプレイバック
  - ポエムの花道

## 箱番組
- 10:00 産経新聞ニュース、アメダス天気予報、交通情報
- 10:50ごろ 純喫茶・谷村新司（文化放送制作）
- 11:00 産経新聞ニュース、天気予報、交通情報

## 備考
- 番宣CMはオールナイトニッポンのCM中によく流れており、阪神、みどりバージョンといくよ・くるよ、矢野・兵動バージョンの2つが存在していた。
- 2011年4月より、シルク、ティーアップバージョンと、磯部、やすえ、内場バージョンの番宣CMが開始されていた。

| ラジオ大阪 月～金曜9:05 - 11:40 | ラジオ大阪 月～金曜9:05 - 11:40      | ラジオ大阪 月～金曜9:05 - 11:40 |
| 前番組                          | 番組名                               | 次番組                          |
| ------------------------------- | ------------------------------------ | ------------------------------- |
| ラジオよしもと むっちゃ元気!    | ラジオよしもと むっちゃ元気スーパー! | 中井雅之のハッピーで行こう!     |